# 魅惑の宵
「魅惑の宵」（みわくのよい、原題：Some Enchanted Evening）は、ロジャース&ハマースタインによる1949年のミュージカル「南太平洋」のナンバー。ロジャース&ハマースタインの制作した作品で使用された曲の中で、まさに最大のヒットとなった曲である。

## 「南太平洋」
この曲はミュージカルの第1幕に出てくる。エミール・ド・ベックが独唱する。彼は中年のフランス人で、第二次大戦中に南太平洋の島に移住してきて、プランテーションの所有者となった人物である。エミールはネリー・フォーブッシュ少尉と恋に落ちる。彼女は、将来を楽観的に考える、アーカンソー州リトルロックから来た世間知らずな若いアメリカ人看護婦だった。2人はお互いに知り合ってからまだ数週間しか経っていなかったが、それぞれが自分の気持ちが片想いに終わってしまうのではないかと心配する。エミールは自分のネリーに対する想いを打ちあける。2人が将校用クラブのダンスパーティで知り合い、すぐに惹かれ合ったことを思い出しながら。エミールはネリーに結婚して欲しいと尋ねる。歌の中では、「もしあなたが恋に落ちるのなら、その『時』をつかみとらなければならない。さもなければあなたの人生はいつも『一人で夢見るだけ』に終わってしまうだろう」と歌われている。この曲は、この作品の中で、2人の関係が行き詰まったり和解したりするたびにネリーとエミールの二人によって、もしくはどちらか片方が歌う形で、何度か繰り返し演奏されている。
もともと、ブロードウェイの作品ではこの「魅惑の宵」は、元メトロポリタンオペラのバス、エツィオ・ピンツァが歌っていた。ピンツァは、エミールの役を演じて1950年にトニー賞 ミュージカル主演男優賞を受賞している。そしてこの曲を歌うことで、普段オペラを聞きに出かけたりオペラに耳を傾けたりするようなことがない人達までもがピンツァの大ファンとなった。2001年、ロンドンでこのミュージカルの再上演が行われた時には、フィリップ・クアストはエミールの役を演じてローレンス・オリヴィエ賞の最優秀男優賞を受賞している。7年後の2008年には、ニューヨークでの再上演で、パウロ・ショットが同役でトニー賞を受賞している。
『南太平洋』の映画版では、第1幕と第2幕が入れ替えられている。この結果、エミールは画面上での登場がより遅れることになり、物語の始まりからおよそ45分も経たないと「魅惑の宵」を聞くことができない。ところが原作のミュージカルでは、第1幕が始まる頭から15分程度のところでこの曲を聞くことができるのである。映画では、俳優ロッサーノ・ブラッツィの演技に合わせてメトロのもう一人のバス、ジョルジオ・トッツイがこの曲を歌っている。2004年のアメリカン・フィルム・インスティテュートのリストとテレビの特別番組「アメリカ映画主題歌ベスト100。アメリカ映画のベスト100曲を選ぶ！」ではトッツイのヴァージョンは28位となっている。

## 分析
マイケル・キャンベル著「アメリカのポピュラー音楽」には、「この曲の『豊かなオーケストレーション、くつろいだ雰囲気、そして何より、その歌い上げるような旋律』が、歌い手と登場人物（エミール）を忘れがたい存在に仕立て上げ、観客が一目惚れしてしまうよう仕向けるのだ」と書かれている。ジェラルド・マストの「アメリカのミュージカルの歴史」の中では「この曲は物語の最高潮の瞬間を作り出す。すなわち、二人の登場人物が恋に落ちた瞬間である。そして、その歌詞はといえば、『チャンスをつかむんだ』という内容となっている。つまり、『真実の愛を見つけたのなら…彼女の隣に飛んでいって、彼女を自分のものにするんだ』とね」。2006年にFoxから発売された1958年の映画「南太平洋」のDVDについての解説によると、「リーマン・エンジェルが次のように語っている：オスカー・ハーマンスタイン2世は、動詞をあしらった歌を書きたいと思っていたのだが、実際に書くまでに10年待ったのだ。そしてこの曲を書いたのだが、この曲の中では歌詞の一つ一つのまとまりが、『見る』とか『聞こえる』とか『飛んでいく』といった動詞を中心に組み立てられているんだ」

## 参照
1. 1 2  Mast, Gerald. Can't Help Singin': The American Musical on Stage and Screen. Overlook Press, 1987. p. 206. Excerpted in: Block, Geoffrey. The Richard Rodgers Reader, p. 91, Oxford University Press, 2006.
2. ↑  South Pacific 1950 Tony winners, Tony Awards official website, accessed April 4, 2012
3. ↑  Eaton, Quaintance. The Miracle of the Met: An Informal History of the Metropolitan Opera, 1883-1967. Greenwood Press, 1976. p. 227.
4. ↑  "Olivier Winners 2002", Olivier Awards official website, accessed April 7, 2012
5. ↑  Gans, Andrew. “Tony Winner Szot to Return to Broadway's South Pacific March 31; Michals to Sub in April and June”. 2012年4月5日閲覧。
6. ↑  Pressley, Nelson. "An Era's Bias, Cast In Bali Ha'i Relief; With South Pacific, Arena Stage Takes On A Troubling Zeitgeist". Washington Post. December 15, 2002.
7. ↑  "South Pacific (1958)". TCM.com, accessed April 6, 2012
8. ↑  "AFI's 100 Years ... 100 Songs", American Film Institute, June 22, 2004, accessed October 7, 2014
9. ↑  Campbell, Michael. Popular Music in America: And the Beat Goes on, p. 132, Cengage Learning, 2008 ISBN 0-495-50530-7
10. ↑  In the 2006 Fox DVD release of the 1958 film version, running commentary of the film is provided on the first disc by Ted Chapin and Gerard Alessandrini. Alessondrini mentions that Hammerstein told Engel that he wanted to write a lyric focusing on verbs ten years before he wrote South Pacific.